# 2021-es kanadai labdarúgókupa
A 2021-es kanadai labdarúgókupa (angolul: Canadian Championship) volt a kanadai labdarúgókupa 14. szezonja. A sorozat 2021. augusztus 15-én kezdődött és november 21-én ért véget. A döntőt az montréali Saputo Stadionban rendezték meg. A címvédő a Toronto volt. A trófeát a Montréal szerezte meg, a kupa története során ötödik alkalommal.

## Lebonyolítás
| Kör         | Dátum                  | Mérkőzések száma | Csapatok |
| ----------- | ---------------------- | ---------------- | -------- |
| Első kör    | augusztus 15–26.       | 5                | 10 → 5   |
| Negyeddöntő | szeptember 14–22.      | 4                | 8 → 4    |
| Elődöntő    | október 27–november 3. | 2                | 4 → 2    |
| Döntő       | november 21.           | 1                | 2 → 1    |

## Első kör
| 2021. augusztus 15. 3:00 MTZ |

| Edmonton | 0–2 | Cavalry            |
| -------- | --- | ------------------ |
|          |     | Mason 31' Fisk 62' |

| Clarke Stadion, Edmonton, Alberta Nézőszám: 1 189 Játékvezető: Yusri Rudolf |

| 2021. augusztus 17. 7:00 ATZ |

| HFX Wanderers                   | 2–1 | Blainville           |
| ------------------------------- | --- | -------------------- |
| Bent 10' Morelli 72' (11-esből) |     | Penda 52' (11-esből) |

| Wanderers Grounds, Halifax, Új-Skócia Nézőszám: 3 780 Játékvezető: Ben Hoskins |

| 2021. augusztus 21. 3:00 EST |

| York United                                                        | 5–0 | Master’s FA |
| ------------------------------------------------------------------ | --- | ----------- |
| Ferrari 38' Ramírez 45+2' Wilson 59' Ulbricht 85' (11-esből) 90+1' |     |             |

| York Lions Stadion, Toronto, Ontario Nézőszám: 1 102 Játékvezető: Scott Bowman |

| 2021. augusztus 21. 7:00 EST |

| Atlético Ottawa           | 2–3 | Valour                |
| ------------------------- | --- | --------------------- |
| Wright 16' Martínez 90+2' |     | Rea 30' Ricci 60' 63' |

| TD Place Stadion, Ottawa, Ontario Nézőszám: 2 881 Játékvezető: Pierre-Luc Lauzière |

| 2021. augusztus 26. 7:00 PST |

| Pacific                                                | 4–3 | Vancouver Whitecaps        |
| ------------------------------------------------------ | --- | -------------------------- |
| Campbell 8' (11-esből) Aparicio 28' Heard 63' Díaz 75' |     | Gauld 14' 66' Dájome 90+8' |

| Starlight Stadion, Langford, Brit Columbia Nézőszám: 4 997 Játékvezető: Juan Marquez |

## Negyeddöntő
| 2021. szeptember 15. 7:30 EST |

| Forge                    | 2–1 | Valour    |
| ------------------------ | --- | --------- |
| Choinière 33' Pacius 38' |     | Ricci 60' |

| Tim Hortons Field, Hamilton, Ontario Nézőszám: 2 681 Játékvezető: David Barrie |

| 2021. szeptember 22. 6:00 ATZ |

| HFX Wanderers | 1–3 | Montréal                     |
| ------------- | --- | ---------------------------- |
| Bent 27'      |     | Miljevic 35' Tabla 89' 90+2' |

| Wanderers Grounds, Halifax, Új-Skócia Nézőszám: 6 413 Játékvezető: Yusri Rudolf |

| 2021. szeptember 22. 7:30 EST |

| Toronto                                                 | 4–0 | York United |
| ------------------------------------------------------- | --- | ----------- |
| Osorio 34' Achara 41' Soteldo 84' (11-esből) Okello 89' |     |             |

| BMO Field, Toronto, Ontario Nézőszám: 3 651 Játékvezető: Juan Marquez |

| 2021. szeptember 22. 8:00 MTZ |

| Cavalry | 0–1 | Pacific      |
| ------- | --- | ------------ |
|         |     | Campbell 33' |

| ATCO Field, Foothills County, Alberta Játékvezető: Alain Ruch |

## Elődöntő
| 2021. október 27. 7:30 EST |

| Forge         | 0–0 (h. u.) | Montréal |
| ------------- | ----------- | -------- |
|               |             |          |
| Büntetőpárbaj |             |          |
|               | 7–8         |          |

| Tim Hortons Field, Hamilton, Ontario Nézőszám: 5 388 Játékvezető: Yusri Rudolf |

| 2021. november 3. 7:30 EST |

| Toronto                      | 2–1 | Pacific  |
| ---------------------------- | --- | -------- |
| Altidore 15' Shaffelburg 26' |     | Díaz 83' |

| BMO Field, Toronto, Ontario Nézőszám: 5 131 Játékvezető: Pierre-Luc Lauzière |

## Döntő
| 2021. november 21. 1:00 EST |

| Montréal   | 1–0 | Toronto |
| ---------- | --- | ------- |
| Quioto 72' |     |         |

| Saputo Stadion, Montréal, Québec Nézőszám: 12 000 Játékvezető: David Gantar |